# Reservetechnik
Reservetechnik nennt sich ein indirektes Färbeverfahren, das u. a. bei Textilien und bei Papier Verwendung findet. Das Dekor wird mit heißem Wachs oder mit diversen Pasten aufgebracht, wobei diese Substanzen beim Tauchfärben die Aufnahme von Farbe verhindern und anschließend wieder entfernt werden. Hierdurch bleibt an den abgedeckten Stellen die ursprüngliche Farbe erhalten, wie dies z. B. bei der Batik und beim textilen Blaudruck der Fall ist.

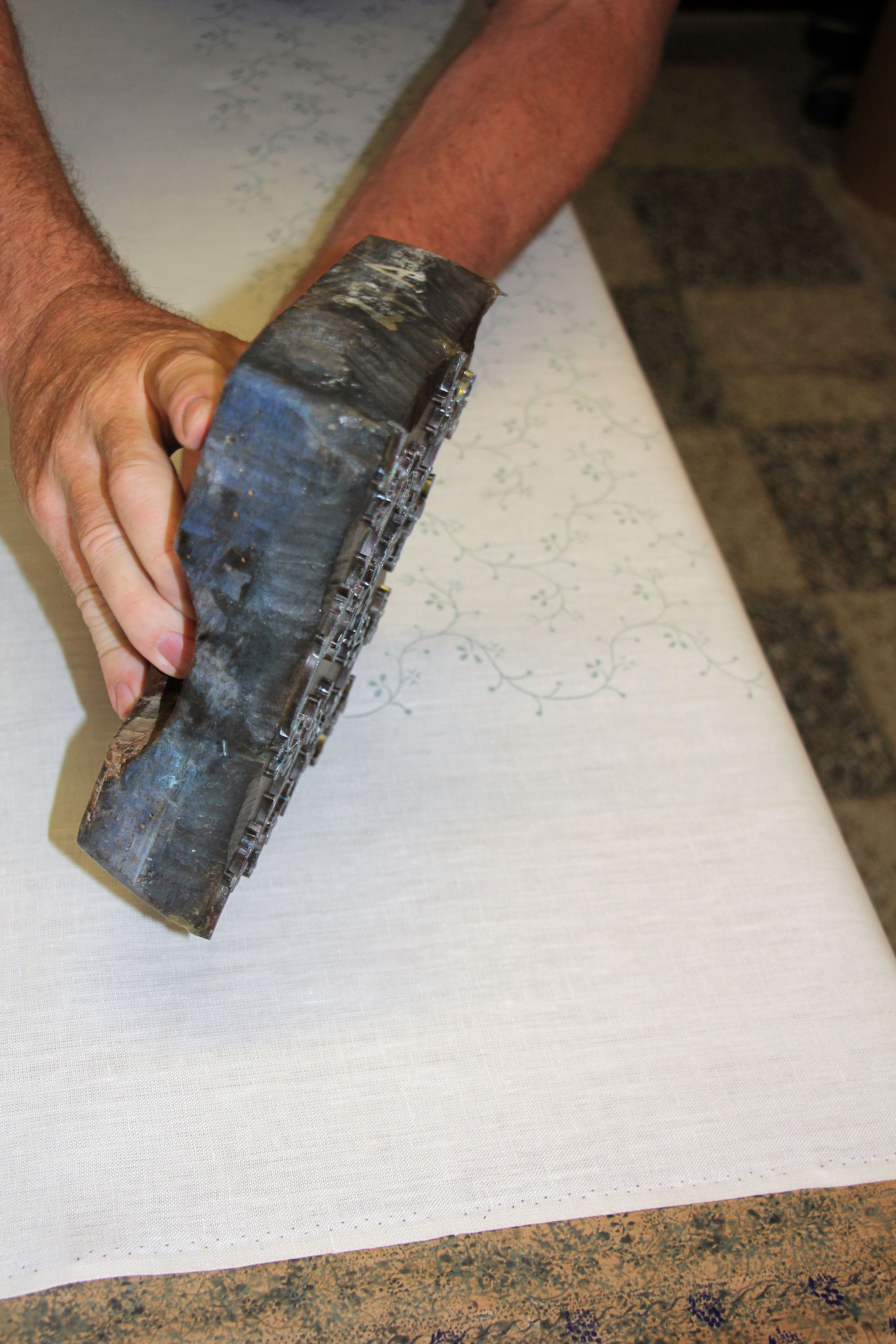
Blaudruckerei Wagner in Bad Leonfelden: Bedrucken des Muster mittels Papp vor der Blaufärbung des Leinens

Um auf farbigem Grund weiße Muster zu erhalten, bedeckt man das Gewebe vor dem Färben mit Reservagen (Schutz-, Deckpappen), welche die Aufnahme des Farbstoffs verhindern. Als Reservagen kann man Wachs-, Harz-, Talg- und Paraffinmischungen, auch emulsionsähnliche Flüssigkeiten aus Talg, Palmöl und Gummischleim anwenden. Oder man druckt Kupfervitriol- oder Grünspanlösung mit Pfeifenton und Gummi (Weißpappe) auf und färbt dann in der Indigoküpe. Das Indigoblau wird nur an den nicht bedruckten Stellen auf der Faser fixiert, und nach dem Auswaschen erscheint das mit dem Kupfersalz gedruckte Muster weiß. Mischt man der Reservage Beize für einen Farbstoff bei, so kann man das Muster, nachdem das Gewebe die Indigküpe passiert hat, z. B. im Krapp- oder Waubad färben (Lapisdruck). Weiße Muster auf farbigem Grund kann man auch durch Ätzbeizen oder Enlevagen erhalten. Erstere wirken auf die Beizen, letztere auf den Farbstoff. Die Ätzbeizen verbinden sich mit der Base der Beize und lösen dieselbe von der Faser ab. Hierzu eignen sich Weinsäure, Zitronensäure, Phosphorsäure, Arsensäure etc., auch Zinnchlorid und Zinn(II)-chlorid. Man druckt sie hinreichend verdickt auf das Gewebe, beizt letzteres auf der Klotzmaschine und färbt es aus. Das mit der Ätzbeize gedruckte Muster bleibt weiß. Häufig kombiniert man auch Ätzbeizen mit gewöhnlichen Beizen. Man klotzt z. B. Eisenbeize auf und bedruckt dann mit einem Gemisch von Zitronensaft und Rotbeize, um die Eisenbeize stellenweise zu entfernen und durch Rotbeize zu ersetzen. Druckt man dann noch reine Ätzbeize auf, trocknet und färbt im Krappbad, so erhält man ein weißes und rotes Muster auf violettem Grund. Als Enlevage benutzt man für Indigo Chromsäure oder Eisenchlorid oder ein Gemenge von rotem Blutlaugensalz mit Ätznatron (Mercers Flüssigkeit), für Türkischrot Chlor. Man bedruckt z. B. die türkischrot gefärbten Gewebe mit Weinsäure und passiert sie dann durch eine Chlorkalklösung. Das an den bedruckten sauren Stellen sich entwickelnde Chlor zerstört den roten Farbstoff.
Die Enlevagen können auch Beizen enthalten, damit man die entfärbten Stellen anderweitig färben kann. Vor Anwendung der genannten Enlevagen für Indigo benutzte man zur Erzeugung blauer Figuren auf weißem Grund häufig den Fayencedruck. Man druckte gemahlenen Indigo mit Eisenvitriol auf das weiße Gewebe und bewirkte durch abwechselnde Behandlung desselben mit Eisenvitriollösung und Kalkwasser die Reduktion des Indigblaus zu Indigweiß und die Lösung des letztern in Kalkwasser. Diese Lösung dringt in das Gewebe ein, und bei Einwirkung der Luft fixiert sich dann neugebildetes Indigblau auf der Faser (Fayenceblau, Englisch-, Chinesisch-, Porzellanblau). Ähnlich ist das Schilderblau (Kasten-, Pinselblau), zu dessen Erzeugung man eine sehr konzentrierte Küpe aus Auripigment und Ätznatron mit Gummi verdickt aufdruckt.
Auf Türkischrot werden weiße Muster auch durch Bandanendruck hervorgebracht. Man legt das Gewebe in 12- bis 14facher Lage zwischen zwei Bleiplatten, die an vielen dem Muster entsprechenden Stellen durchbohrt oder durchschnitten sind, presst die Platten stark gegeneinander und lässt dann eine mit Schwefelsäure angesäuerte Chlorkalklösung hindurchsickern, welche sich nur in den Ausschnitten entsprechenden Bahnen bewegt und hier den Farbstoff zerstört. Schließlich wäscht man noch unter dem Druck aus. Lässt man nach dem Waschen eine Lösung von essigsaurem Bleioxid und dann eine solche von chromsaurem Kali hindurchsickern, so erhält man infolge der Bildung von Chromgelb gelbe Muster auf rotem Grund.
Die angegebenen Methoden gelten zunächst für den Kattundruck. Das Bedrucken von Leinwand beschränkt sich in der Regel auf mittels Blaudruck indigoblau eingefärbte Tücher mit hellblauen oder weißen Mustern oder ähnlicher einfacher Artikel. Beim Wolldruck werden hauptsächlich Tafel- und Dampffarben angewandt. Der Golgasdruck ist dem Bandanendruck ähnlich, nur wird die Wolle zunächst gebeizt und dann zwischen die durchbrochenen Platten gebracht. Beim Berilldruck erzeugt man farbige erhabene Muster auf Wolle, indem man mit Stärke verdickte Tafelfarben heiß aufdruckt und das Verdickungsmittel nicht entfernt. Die Seidendruckerei gleicht im Allgemeinen der Kattundruckerei. Man druckt Tafelfarben auf, die man mit Wasserdämpfen befestigt, oder man druckt verschiedene Beizen auf und färbt in der Farbebrühe. Beim Mandarinendruck bedruckt man die mit Indigo gefärbte Seide mit einer Reservage aus Harz und Fett, taucht sie dann 2–3 Minuten in verdünnte Salpetersäure von 50° und wäscht und kocht in einer mit Pottasche versetzten Seifenlösung. Die nicht reservierten Stellen werden durch die Salpetersäure intensiv gelb gefärbt.
Eine besondere Stellung nimmt der Druck mit Teerfarben ein. Man druckt auf Kattun die verdickte Beize auf, befestigt sie und färbt aus, oder man klotzt die Beize auf oder mischt sie mit dem Farbstoff, verdickt, druckt die Mischung auf, trocknet und dämpft. Als Beize benutzt man Eiweiß, Kleber und Kaseinpräparate, Leim, gerbsauren Leim, Tannin, fette Öle, Olein- und Palmitinschwefelsäure, Schellacklösung etc.
Nach einem anderen Verfahren fällt man den Teerfarbstoff aus seiner Lösung mit Gerbsäure, löst den ausgewaschenen Niederschlag in Essigsäure, Alkohol oder Holzgeist, druckt die verdickte Lösung auf das gebeizte Zeug, dämpft und wäscht. Man kann auch mit zinnsaurem Natron beizen, eine mit Gummi verdickte Galläpfelabkochung aufdrucken, dämpfen, die Beize in einem gewöhnlichen Fixierungsbad befestigen und nun in einer essigsauren Lösung des Farbstoffs ausfärben. Schließlich gibt man noch ein Bad mit angesäuertem Wasser oder ein Seifen- oder Kleienbad.